# Metro van Nanjing
De metro van Nanjing (Vereenvoudigd Chinees: 南京地铁, Hanyu pinyin: nán jīng dì tiě) is een openbaarvervoernetwerk in Nanjing, China. Het netwerk werd geopend in 2005. Het netwerk bestaat in 2017 uit zeven lijnen, meerdere bijkomende lijnen zijn in aanbouw of zijn gepland.

## Lijnen
Het metrostelsel bestaat uit de volgende lijnen:
| Lijn   | Eindbestemmingen                                                    | Geopend | Lengte   | Stations         |
| ------ | ------------------------------------------------------------------- | ------- | -------- | ---------------- |
| 1      | Maigaoqiao - China Pharmaceutical University                        | 2005    | 38,9 km  | 27               |
| 2      | Youfangqiao - Jingtianlu                                            | 2010    | 40,8 km  | 26               |
| 3      | Linchang - Mozhoudonglu                                             | 2015    | 44,9 km  | 29               |
| 4      | Longjiang - Xianlinhu                                               | 2017    | 33,5 km  | 18               |
| 10     | Andemen - Yushanlu                                                  | 2014    | 41,6 km  | 14               |
| S1     | Nanjing South Railway Station - Nanjing Lukou International Airport | 2014    | 35,8 km  | 8                |
| S8     | Taishanxincun Station - Jinniuhu Station                            | 2014    | 45,2 km  | 17               |
| Totaal | Totaal                                                              | Totaal  | 260,5 km | 139 (128 unieke) |

## Galerij

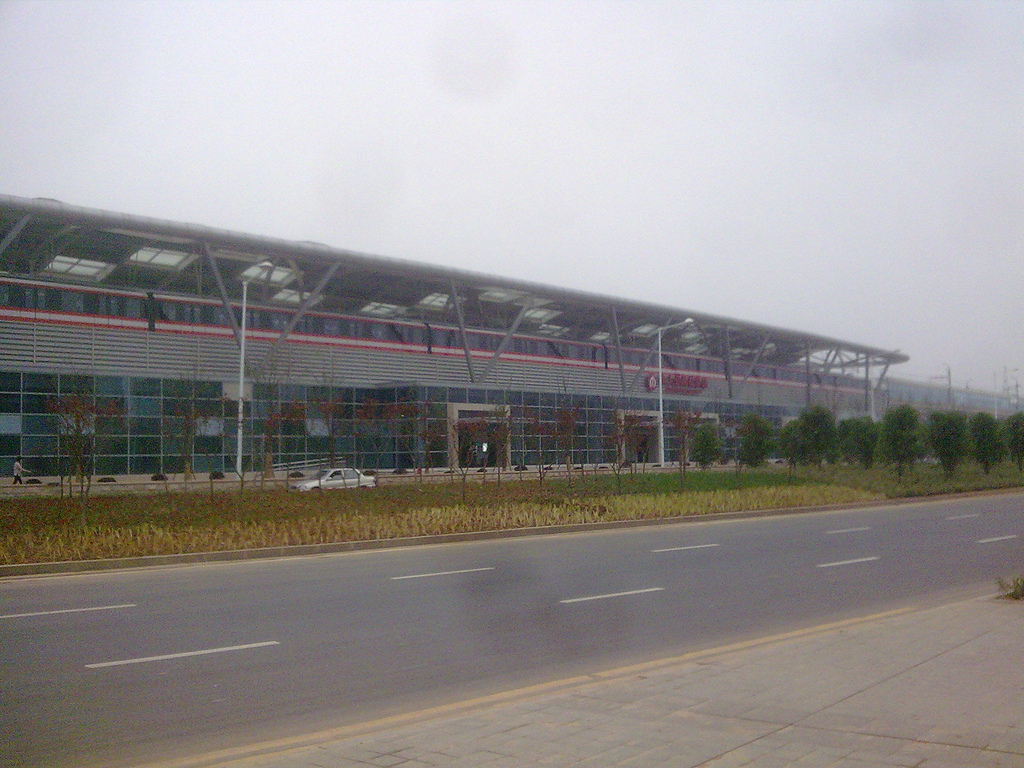
Station Universiteit van Nanjing
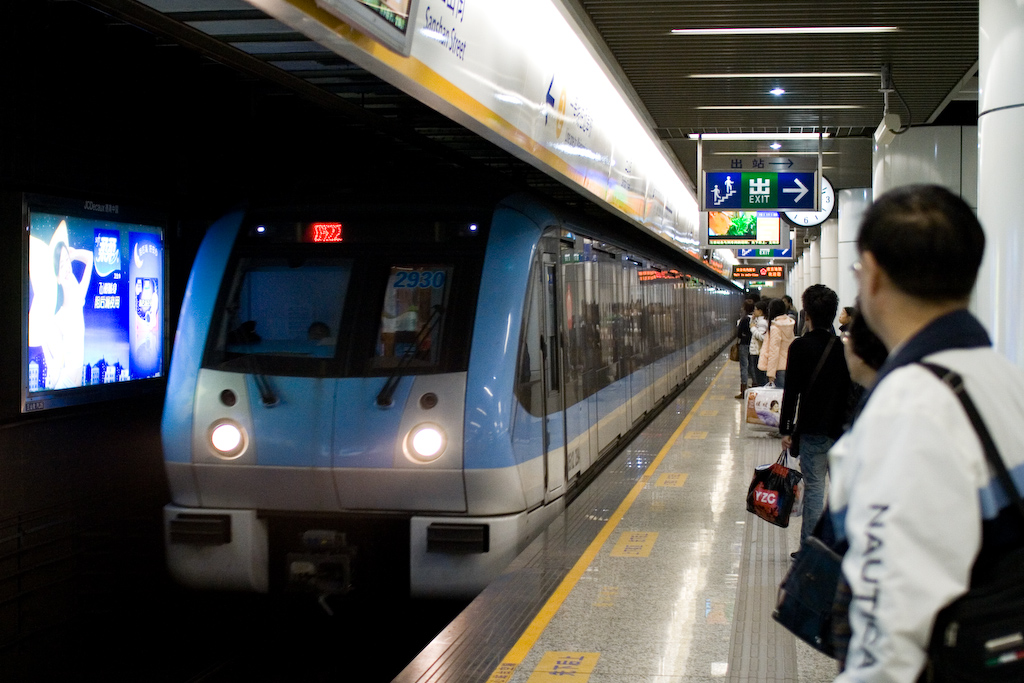
Aankomst metrotrein